# Ciamis (Regierungsbezirk)

Die Grenzen der 27 Kecamatans

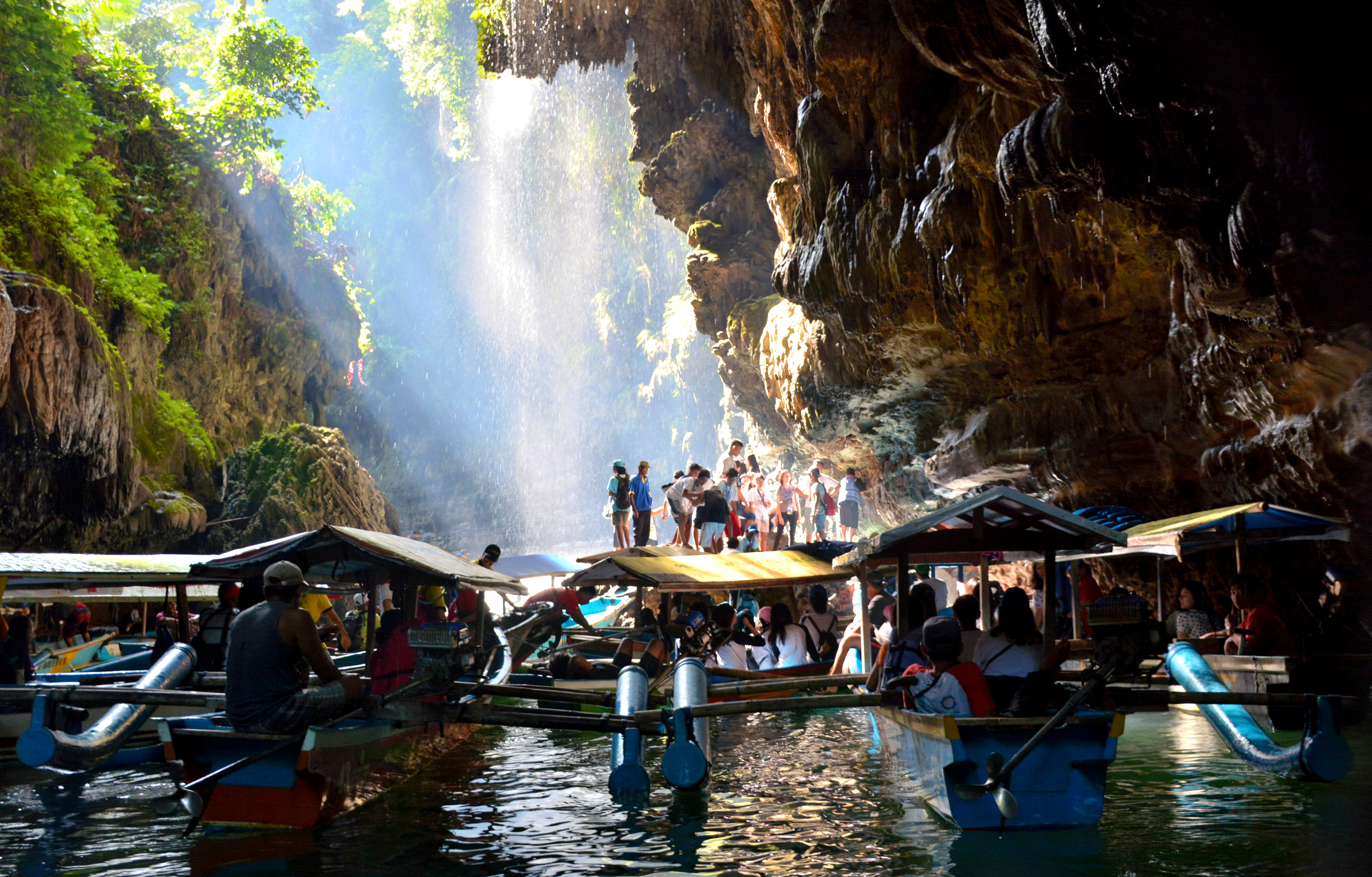
Eingang zum Grünen Canyon

Ciamis ist ein indonesischer Regierungsbezirk (Kabupaten) in der indonesischen Provinz Jawa Barat. Ende 2021 leben hier circa 1,26 Mio. Menschen. Der Regierungssitz des Kabupaten Ciamis ist die gleichnamige Stadt Ciamis.

## Geographie
Ciamis liegt im Osten der Provinz Jawa Barat an der Grenze zur Provinz Jawa Tengah und erstreckt sich zwischen 108°09′ und 108°43′ ö. L sowie 7°40′30″ und 7°41′30″ s. Br. Es grenzt im Norden an den Regierungsbezirk Majalengka, im Nordosten an Kuningan, im Osten grenzt es an Cilacap und die autonome Stadt (Kota) Banjar, im Süden an den Kabupaten Pangandaran und im Westen an den Kabupaten und die autonome Stadt Tasikmalaya.

## Verwaltungsgliederung
Administrativ gliedert sich der Kabupaten in 27 Distrikte (Kecamatan) mit 265 Dörfern, 258 Desa und 7 Kelurahan.
| Code 1   | Kecamatan Distrikt | Fläche (km²) | Einwohner Census 2010 2 | Volkszählung 2020 | Volkszählung 2020 | Volkszählung 2020 | Anzahl der Dörfer 6 |
| Code 1   | Kecamatan Distrikt | Fläche (km²) | Einwohner Census 2010 2 | Einwohner 3       | 0Dichte 40        | Sex Ratio 5       | Anzahl der Dörfer 6 |
| -------- | ------------------ | ------------ | ----------------------- | ----------------- | ----------------- | ----------------- | ------------------- |
| 32.07.01 | Ciamis             | 34,11        | 93.744                  | 98.610            | 2890,9            | 100,0             | 5 / 7               |
| 32.07.02 | Cikoneng           | 43,6         | 49.852                  | 54.978            | 1261,0            | 103,9             | 9                   |
| 32.07.03 | Cijeungjing        | 60,4         | 50.103                  | 53.065            | 878,6             | 98,6              | 11                  |
| 32.07.04 | Sadananya          | 80,91        | 33.527                  | 37.906            | 468,5             | 102,1             | 8                   |
| 32.07.05 | Cidolog            | 37,09        | 18.745                  | 19.293            | 520,2             | 101,6             | 6                   |
| 32.07.06 | Cihaurbeuti        | 36,38        | 46.815                  | 50.663            | 1392,6            | 101,4             | 11                  |
| 32.07.07 | Panumbangan        | 33,8         | 55.865                  | 60.202            | 1781,1            | 100,7             | 14                  |
| 32.07.08 | Panjalu            | 33,16        | 43.391                  | 45.841            | 1382,4            | 101,5             | 8                   |
| 32.07.09 | Kawali             | 30,43        | 39.027                  | 41.840            | 1375,0            | 100,1             | 11                  |
| 32.07.10 | Panawangan         | 69,46        | 47.614                  | 50.510            | 727,2             | 97,7              | 18                  |
| 32.07.11 | Cipaku             | 34,99        | 58.649                  | 65.991            | 1886,0            | 100,1             | 13                  |
| 32.07.12 | Jatinagara         | 81,36        | 26.047                  | 27.588            | 339,1             | 100,0             | 6                   |
| 32.07.13 | Rajadesa           | 68,33        | 48.391                  | 52.526            | 768,7             | 100,8             | 11                  |
| 32.07.14 | Sukadana           | 39,61        | 22.727                  | 22.923            | 578,7             | 95,8              | 6                   |
| 32.07.15 | Rancah             | 68,14        | 55.646                  | 56.123            | 823,6             | 99,9              | 13                  |
| 32.07.16 | Tambaksari         | 73,03        | 21.587                  | 20.775            | 284,5             | 95,5              | 6                   |
| 32.07.17 | Lakbok             | 66,63        | 48.381                  | 54.706            | 821,0             | 100,2             | 10                  |
| 32.07.18 | Banjarsari         | 51,91        | 102.848                 | 68.974            | 1328,7            | 101,8             | 12                  |
| 32.07.19 | Pamarican          | 69,03        | 64.057                  | 67.416            | 976,6             | 99,5              | 14                  |
| 32.07.29 | Cimaragas          | 68,36        | 15.460                  | 16.066            | 235,0             | 96,7              | 5                   |
| 32.07.30 | Cisaga             | 64,31        | 36.455                  | 37.365            | 581,0             | 96,9              | 11                  |
| 32.07.31 | Sindangkasih       | 66,69        | 44.745                  | 51.038            | 765,3             | 103,1             | 9                   |
| 32.07.32 | Baregbeg           | 36,16        | 40.556                  | 43.811            | 1211,6            | 101,4             | 9                   |
| 32.07.33 | Sukamantri         | 43,37        | 20.942                  | 22.687            | 523,1             | 101,1             | 5                   |
| 32.07.34 | Lumbung            | 30,11        | 28.335                  | 29.857            | 991,6             | 99,1              | 8                   |
| 32.07.35 | Purwadidi          | 104,31       | 35.147                  | 38.935            | 373,3             | 101,0             | 9                   |
| 32.07.37 | Banjaranyar        | 111,16       | – 7                     | 39.380            | 354,3             | 101,7             | 10                  |
| 32.07    | Kab. Ciamis        | 1.536,84     | 1.148.656               | 1.229.069         | 799,7             | 100,3             | 258 / 7             |
- Bis auf den Hauptstadt-Distrikt sind alle Dörfer ländlichen Typs (Desa), lediglich der Kecamatan Ciamis besteht zusätzlich noch aus 7 Kelurahan, also Dörfer städtischen Charakters.
- Die Verwaltungssitze (Ibu Kota) sind gleichlautend mit den Namen der Kecamatans und wurden dementsprechend weggelassen.

### Administrative Geschichte
Durch das Gesetz Nr. 21 wurde am 25. Oktober 2012 der Kabupaten Pangandaran abgespalten. Dafür gab der Kabupaten Ciamis den süd(öst)lichen Teil seines Territoriums (10 Kecamatan) an den neugeschaffenen Regierungsbezirk (Kabupaten) Pangandaran ab:
- 41,65 % der Fläche (1.010,00 von 2.424,71 km²)
- 24,4 % der Bevölkerung (42.6171 von 1.746.795 Einw.) (2011)
- 92 der 343 Dörfer[5], auch [6]

Schließlich wurde durch eine lokale Regulierung am 3. November 2015 der westliche Teil des Kecamatan Banjasari abgetrennt und zum neuen Kecamatan Banjaranyar vereint.
Dies betraf:
- 61,86 % der Fläche (100,71 von 163,097 km²)
- 36,895 % der Bevölkerung (45.861 von 124.458 Einw.) (2015)
- 10 der 22 Dörfer[7]

## Demographie
Zur Volkszählung im September 2020 lebten in Ciamis 1.229.069 Menschen, 615.525 Männer und 613.544 Frauen. Die Bevölkerungsdichte betrug 800 Personen pro Quadratkilometer. 99,83 Prozent der Einwohner sind Muslime, Christen sind mit 0,16 % vertreten (1.460 ev.-luth. / 452 röm.-kath.).

### Bevölkerungsentwicklung der letzten drei Semester (Halbjahre)
| Datum    | Fläche (km²) | Einwohner  | Einwohner    | Einwohner    | Bevölke- rungsdichte (Einw. je km²) | Sex Ratio (Männer pro 100 Frauen) |
| Datum    | Fläche (km²) | 00gesamt00 | 00männlich00 | 00weiblich00 | Bevölke- rungsdichte (Einw. je km²) | Sex Ratio (Männer pro 100 Frauen) |
| -------- | ------------ | ---------- | ------------ | ------------ | ----------------------------------- | --------------------------------- |
| 31.12.20 | 1.415,00     | 1.258.075  | 629.270      | 628.805      | 889,10                              | 100,07                            |
| 30.06.21 | 1.414,71     | 1.248.031  | 624.461      | 623.570      | 882,18                              | 100,14                            |
| 31.12.21 | 1.595,94     | 1.263.198  | 635.111      | 628.087      | 791,51                              | 101,12                            |